# Région minière
Ne doit pas être confondu avec Bassin houiller.

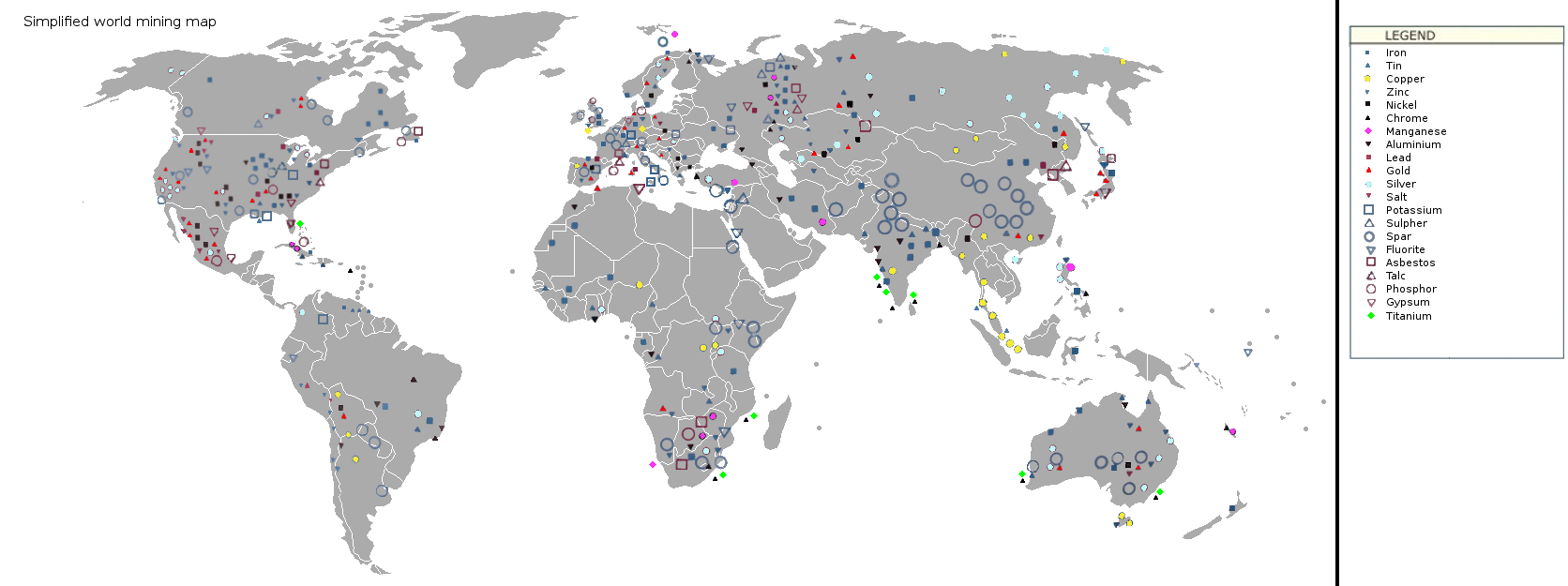
Carte des principaux gisements métalliques dans le monde.

Une région minière ou un bassin minier est une région regroupant un grand nombre de mines. Cela peut concerner tant les mines souterraines que les mines à ciel ouvert, mais également les gisements d'hydrocarbures.
Généralement, la concentration de richesses souterraines induit également un grand nombre d'industries de transformation proches des mines, et ainsi une polarisation importante de l'économie du bassin autour de ce secteur.

## Exemples de régions minières
- Bassin minier rhénan
- Bassin minier de Bowen
- Bassin minier du Nord-Pas-de-Calais
- Bassin minier de Ronchamp et Champagney
- Bassin potassique
- Donbass
- Harz
- Mines de charbon de Belgique
- Monts Métallifères (Europe centrale)
- Ruhr

## Impact environnemental
Selon Ingénieurs sans frontières, « l'exploitation minière industrielle est l'une des activités les plus destructrices sur la planète, en particulier pour les populations autochtones et l'agriculture communautaire. Les impacts peuvent perdurer plusieurs siècles. La culture et la vie communautaire peuvent être perturbées à un point tel, que cela peut prendre des générations pour qu'elles s'en remettent ».

### Pollution des ressources
Lors des exploitations des régions minières, très souvent, les mineurs jettent leurs déchets dans les ressources naturelles, ce qui entrainent une destruction massive de l'environnement.
Cette destruction peut se traduire de différentes manières :
- L'omniprésence des pollutions (sous terre, dans l'air et dans l'eau)[2]. Par exemple, une extraction d'or illégale au Brésil en 2014 a provoqué une pollution des sols et de l'eau par du mercure, utilisé par les centaines de chercheurs d'or pour extraire le métal précieux[3].
- Destruction des forêts[4]. Par exemple, le rythme de la déforestation dans une région du Pérou soumise à une ruée vers l'or a été multipliée par trois en 2008. L'impact de l'extraction de l'or sur la forêt a été supérieur à ceux de l'exploitation forestière, de l'agriculture et de l'élevage cumulés[5].
- Disparition des espaces florales[6].
- Contamination des rivières par une multitude de substances, ce qui empêche la population locale d'avoir accès à l'eau potable[7].
- Glissement de terrain[8].

Certaines organisations tentent de protéger ces ressources, en signant avec les autorités locales la création d'un parc national.
Autres impacts
Sous la menace des autorités locales, certaines populations sont contraintes de vendre leurs terres riches en biodiversité à de grandes entreprises et cela pour une bouchée de pain.
Les autorités locales prennent le contrôle des sites miniers par la violence, ils abattent la population, ils violent les femmes.
- Génocide de certains peuples au Brésil. Une ruée vers l'or a entraîné dans les années 1980 un génocide des peuples Yanomami par des chercheurs d'or illégaux : le territoire des Yanomami a été envahi par 40 000 mineurs qui ont tué environ 20% de la population autochtone. En 1993, des chercheurs d'or ont été condamnés pour génocide. La Commission interaméricaine des droits de l'homme (CIDH) estime que l’exploitation des ressources naturelles — minerais, pétrole, bois — représente « la plus grande menace » pour les peuples isolés du sous-continent. Les différents États de cette région du monde ont placé sous protection plusieurs millions d'hectares où vivent des peuples autochtones en situation d'isolement volontaire, mais ces États continuent de délivrer des autorisations d'accès et une étude de la CIDH montre qu'il existe des chevauchements entre les concessions pétrolières et les territoires en principe protégés[3],[9].
- Exploitation des enfants qui sont soumis à des pires formes de travail[10].
- Il y a également l'esclavage moderne[11].

## Les principaux bassins miniers
En Amérique
- Canada : Mine de Cigar Lake[12] (uranium).
- Pérou : Mine de Yanacocha[13] (or).
- Chili : Mine de Chuquicamata[14] (cuivre).

En Asie
- Russie : Mine de Mir[15] (diamant).
- Pakistan : Mine de Khewra[16] (sel)

En Afrique
- Afrique du Sud : Mine de Big Hole[17] (diamant).
- Afrique du Sud : Mine de Palabora [18](Cuivre).

En Europe
- Allemagne : 
  - bassin de la Ruhr
  - massif du Hartz, avec les mines de mines de Rammelsberg et les schistes cuivreux d'Eisleben
- France : Mine de Salsigne[19] (or)
- Suède : Mine de Kiruna[20] (fer)
- République tchèque : Monts métallifères et les mines de Saint-Joachimsthal

## Impact géopolitique

### Les enjeux géopolitiques
En Europe
L'Union Européenne cherche des solutions pour réduire sa dépendance envers la Chine en matière de métaux. En lançant « l'initiative Matières premières », elle tente une relance minière. La Commission a dressé une liste de métaux critiques, composée essentiellement des Terres rares, des métaux utilisés pour produire des produits de haute technicité comme les LED, les écrans d'ordinateurs etc. L'union européenne en étant 100% dépendante indique qu'elle n'en recycle pourtant que 8 %.

### Difficultés de l'industrie minière
L’industrie minérale est critiquée depuis longtemps du fait de sa dangerosité pour les travailleurs, les populations riveraines et l’environnement, mais également du fait des conflits qu’elle amène. Des critiques se développant de puis les années 1970 avec la prise de conscience des enjeux du développement durable à l’échelle internationale.
Pour prendre exemple, en Amérique latine où de nombreux projets miniers sont développés, l'exploitation des mines peut mener au déplacement de village, la réduction de forêts, l'assèchement de lacs et rivières, ce qui cause le soulèvement des citoyens. En 2012, l'observatoire des conflits miniers en Amérique latine (OCMAL) comptait plus de 120 conflits en cours sur l'ensemble de la région. Pourtant, près d’un tiers des investissements mondiaux pour l’exploration de nouveaux gisements se font en Amérique latine, dans des pays où le secteur minier peut représenter 20% du PIB.
Il est également possible de voir des conflits autour des zones minières en Afrique, cependant il y a des différences de revendications. En Amérique latine la conservation de l'environnement était la cause de la plupart des revendications, cependant en Afrique il s'agit plutôt de problèmes sociaux-économiques. L'Afrique exporte énormément ses matières mais consomme une petite partie de ce qu'elle produit (idem pour l'Amérique latine qui ne consomme que 13 % des métaux de base qu'elle produit).
La mauvaise image de la mine étant présente en amont, de nouveaux concepts ont été développés : 
- Stratégie institutionnelle, principalement nationale, pour un développement durable de l’industrie extractive. Ainsi, on voit une politique minière, une stratégie Recherche et Développement, en particulier sur le recyclage, un cadre législatif incluant des mesures pour le respect de l’environnement et des communautés[22].
- Mine responsable, visant à réduire les impacts environnementaux, sanitaires ainsi que les nuisances. Concept évoqué par Emmanuel Macron en 2015 voulant le développer[25].